# Ammerud Station
Ammerud Station (Ammerud stasjon) er en metrostation på Grorudbanen på T-banen i Oslo. Vest for stationen går banen i tunnel under stationsbygningen og Ammerudveien i retning mod Kalbakken, mens den mod øst i retning mod Grorud går over jorden.
Stationen er en de klassiske i funkisstil. I lighed med en række andre stationer er stationsbygningen blevet benyttet som kiosk. Umiddelbart ved stationen ligger der stoppesteder for flere buslinjer. 200 meter derfra ligger Groruds bydelsadministration og flere fødevarebutikker. Stationen ligger 900 meter fra parkeringspladsen for Lillomarka og skovvej/skiløjpe til Lilloseter. 300 meter mod vest ligger Rødtvedt kirke. Videre mod vest, ved Lillomarka, ligger Apalløkka skole, og 500 meter mod nord ad Ammerudveien ligger Ammerud skole.